# Deuxième Bureau (France)
Pour les articles homonymes, voir Deuxième Bureau.

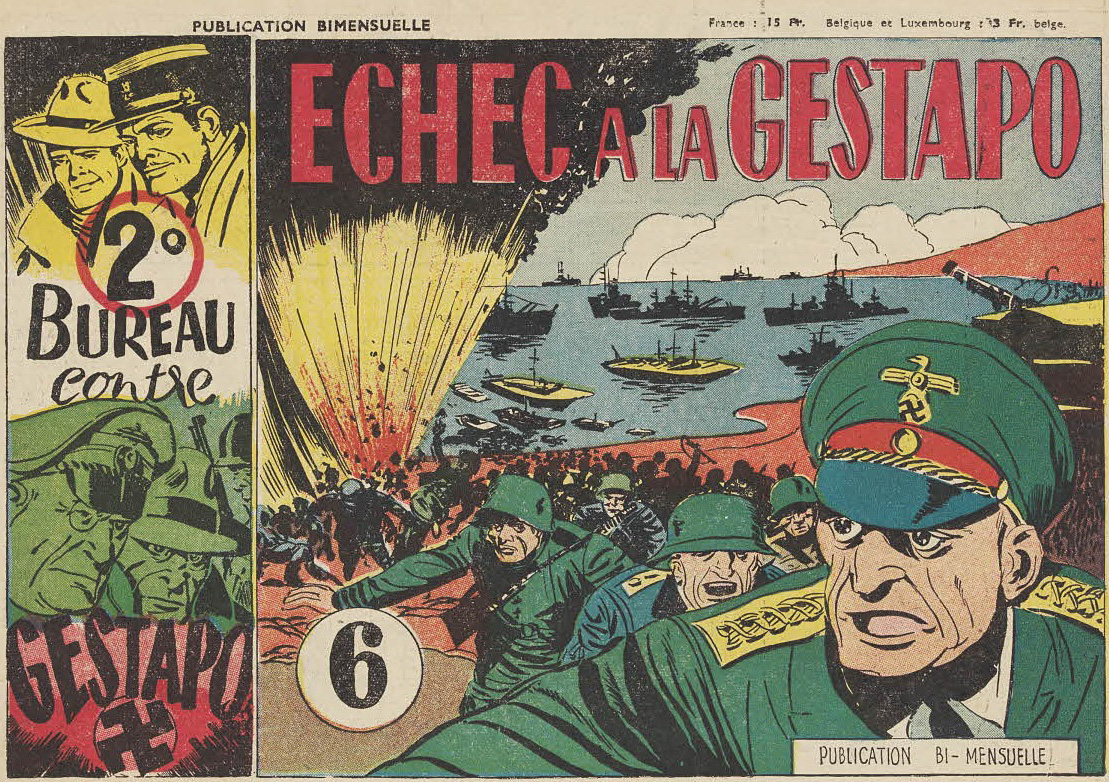
Bande dessinée Échec à la Gestapo. 2e Bureau contre Gestapo, no 6. octobre 1950. Archives nationales de France.

Le 2e bureau d'un état-major dans l'Armée française est le service chargé de l'analyse du renseignement. L'expression deuxième bureau désigne communément le service de renseignements de l'armée française entre 1871 et 1940, en référence au 2e bureau de l'État-Major général dont il était une composante.

## Historique

### Création et place du deuxième bureau au sein de l’État-major
Le deuxième bureau français a été créé en 1871 au sein de l’État-Major des armées.
L'État-Major est alors composé de quatre bureaux :

#### 1erbureau
Le 1er bureau est chargé des effectifs, doit être en mesure de donner très exactement la situation des unités, avec les variations subies par les effectifs et les dotations en matériel ; il traite également les questions d’organisation, de service courant et de relations administratives avec les autorités civiles.

#### 2ebureau
Le 2e bureau est chargé du renseignement et des plans d'attaque ou de défense. En temps de guerre notamment en Algérie l'appellation officielle était « bureau de renseignement-opération ». Aujourd'hui au niveau brigade ou EM de niveau DIV (État-Major de niveau division) il est nommé B2.

#### 3ebureau
Le 3e bureau est chargé des opérations et de la traduction de la tactique de guerre en ordres précis pour les unités intéressées.

#### 4ebureau
Le 4e bureau est chargé des transports et du ravitaillement, s’occupe des questions pratiques liées aux ordres du commandement (plans de circulation, infrastructures, casernements, questions cartographiques, etc).
Le 2e bureau est chargé de l'exploitation du renseignement pour l'État-major des Armées. Il a sous ses ordres une section de statistique (également créée en 1871), chargée de la recherche du renseignement. En 1899 la section de statistique est renommée section de renseignement ou section de recherche (SR). À partir des années 1920, on parle à la fois de « la SR » et « du SR » (service de renseignements), et SR et 2e bureau dans son ensemble sont facilement confondus.
Outre sa SR, le 2e bureau reçoit des renseignements d'attachés militaires, de missions militaires à l'étranger, de la presse étrangère et occasionnellement d'autres ministères (Affaires étrangères, Marine, Intérieur, Préfecture de police). Il contrôle aussi la section de centralisation du renseignement (SCR), service de contre-espionnage militaire qui surveille les activités de services étrangers en coopération avec la police.

### La Première Guerre mondiale
Le deuxième bureau fut dirigé par le colonel Charles Joseph Dupont de 1913 à 1917 puis par le colonel Léon Edmond de Cointet (1870-1948).

### La Seconde Guerre mondiale

#### Armée de l'armistice: les BMA
Après l'armistice de 1940, le SR Guerre est officiellement dissous. Les services de renseignements militaires sont clandestinement restructurés.
- L'amiral Darlan s'efforce de développer à son profit le petit service de renseignements de la Marine, sans grand succès.
- La Section Air du SR devient le SR Air sous l'autorité du colonel Georges Ronin.
- Les activités du 2e bureau de l'état-major de l'armée de terre (EMA), commandé par le colonel Louis Baril, sont reprises par le bureau des menées antinationales (BMA). Le MA1 est braqué contre l'Allemagne et l'Italie.

Le 5e bureau EMA est commandé par le colonel Louis Rivet. Officiellement, c'est le MA3. Sous son autorité, Paul Paillole dirige le contre-espionnage militaire offensif. Ce service est camouflé sous le nom d'entreprise de travaux ruraux (TR).
Les services spéciaux français font du renseignement en zone occupée et en zone interdite d'une part, du contre-espionnage en zone non-occupée d'autre part.
Pour le contre-espionnage, les activités du SR Air et des TR sont communes. En zone libre, les enquêtes et les arrestations sont du ressort de la police spéciale de Surveillance du territoire créée en 1937. Les BMA et les TR ciblent non seulement les espions de l'Axe, mais aussi les agents britanniques, les « gaullistes » et « communistes » considérés comme agents de l'étranger. La situation est compliquée. Au départ, Henri Frenay, Robert Guédon, Pierre de Froment, sont parrainés par le colonel Baril. Maurice Chevance est un correspondant de Rivet. Frenay et Paillole sont des amis.
En août 1942, sous la pression allemande, les BMA sont dissous par Pierre Laval, aussitôt remplacés par un Service de Sécurité Militaire (SSM) par décret signé du même Laval.
Après les débarquements alliés en Afrique du Nord et l'invasion de la zone libre, la direction du SSM part en AFN. Rivet et Paillole, passés à Alger, poursuivent leur activité clandestine, en liaison avec les réseaux de métropole : "TR Ancien" et "TR Jeune", réseau Kleber, etc.

#### France Libre: le BCRA puis DGSS
Simultanément, la France libre met en place, à Londres, son propre service de renseignement, le « 2e Bureau » puis le Bureau central de renseignements et d'action (BCRA), sous la direction du colonel Passy (André Dewavrin).
Lors du rapprochement Giraud-de Gaulle, le comité français de la Libération nationale ordonne la fusion du BCRA et des services de renseignement de Rivet dans une nouvelle structure, la Direction générale des services spéciaux (DGSS). Opposé aux conditions de cette fusion, Louis Rivet démissionne.

### Après-guerre
La DGSS devient la direction générale des études et recherches (DGER) le 26 octobre 1944. En 1946, elle est remplacée par le service de documentation extérieure et de contre-espionnage (SDECE), dont la création est arrêtée lors du conseil des ministres du 28 décembre 1945. Le SDECE deviendra la DGSE en 1982.
L'État-Major des armées n'a dès lors plus de service de recherche ni d'exploitation du renseignement sous ses ordres directs. Il est dépendant des 2e bureaux des trois armées. Les activités de renseignement de ces bureaux, des missions militaires et conseillers militaires subsistent, notamment en Afrique où elles coexistent avec le SDECE. Diverses réorganisations du renseignement ont lieu au sein de l'État-Major des armées, notamment la création du centre d'exploitation du renseignement militaire (CERM) en 1976. Une nouvelle réorganisation est faite à la suite des faiblesses du renseignement militaire lors de la guerre du Golfe, qui voit la création de la direction du renseignement militaire (DRM) en 1992.

### Équivalent contemporain
Les officiers G2 dans les états-majors au format OTAN sont chargés du renseignement.

## Dans la fiction
Les romans de Paul Kenny mettent en scène des agents du deuxième bureau, dont le célèbre Francis Coplan alias FX-18.
Dans les romans de James Bond, René Mathis est un membre du Deuxième Bureau.